# Øystre Slidre
Øystre Slidre este o comună din provincia Innlandet, Norvegia.
Se află cu cel mai înalt punct în Raslet[*], la 1.854 m. Are o suprafață de 963,1 km². Populația este de 3.291 locuitori, determinată în 1 ianuarie 2023, prin Folkeregisteret[*].